# Cigrovec
Cigrovec – wieś w Chorwacji, w żupanii krapińsko-zagorskiej, w mieście Pregrada. W 2011 roku liczyła 414 mieszkańców.